# Thenea hemisphaerica
Thenea hemisphaerica är en svampdjursart som beskrevs av Thiele 1898. Thenea hemisphaerica ingår i släktet Thenea och familjen Pachastrellidae.
Artens utbredningsområde är havet kring Japan. Inga underarter finns listade i Catalogue of Life.